# انكسار زلزالي

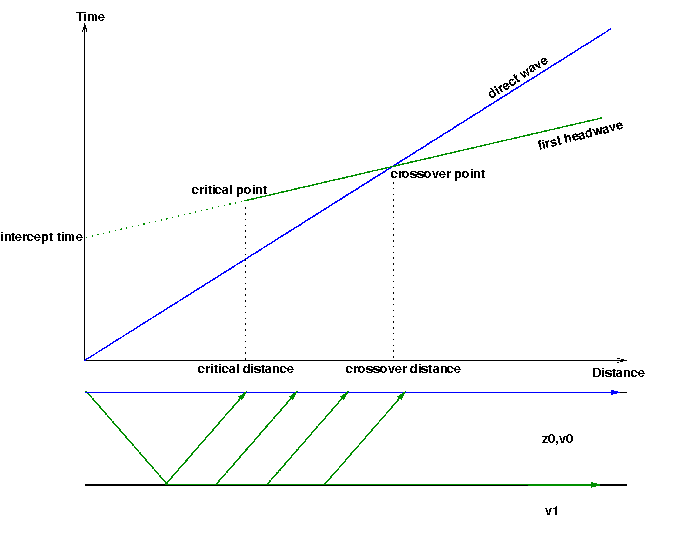

الانكسار الزلزالي أو خط الانعكاس الزلزالي (بالإنجليزية: Seismic refraction)‏ هو عبارة عن خط على سطح الأرض وُضعت عليه مجموعة من أجهزة قياس الزلازل، لتسجيل الموجات الزلزالية المتولدة عن انفجار أحدث لغرض تسجيل انعكاسات وانكسار هذه الموجات عن طريق انقطاعات سرعة في باطن الأرض. البيانات التي يتم جمعها يمكن استخدامها للاستدلال على البنية الداخلية للأرض.

## انكسارالموجة الأولية(P-wave) - موجة الضغط
يقوم انكسار الموجة الأولية بتقييم موجة الضغط الناتجة عن المصدر الزلزالي الموجود على مسافة معروفة من المصفوفة. تتولد الموجة عن طريق ضرب صفيحة قاذفة بمطرقة ثقيلة رأسياً، أو إطلاق رصاصة زلزالية في الأرض، أو تفجير عبوة ناسفة في الأرض. نظرًا لأن الموجة الانضغاطية هي أسرع الموجات الزلزالية، يُشار إليها أحيانًا باسم الموجة الأولية وعادة ما يكون من السهل التعرف عليها في التسجيل الزلزالي مقارنة بالموجات الزلزالية الأخرى.

## انكسارالموجة الثانوية(S-wave) - موجة القص
يقيم انكسار الموجة S موجة القص الناتجة عن المصدر الزلزالي الواقع على مسافة معروفة من المصفوفة. تتولد الموجة عن طريق ضرب كائن ما على سطح الأرض أفقيًا لتحفيز موجة القص. نظرًا لأن موجة القص هي ثاني أسرع موجة، يُشار إليها أحيانًا باسم الموجة الثانوية. عند مقارنتها بموجة الانضغاط، تكون موجة القص تقريبًا نصف (ولكن قد تختلف بشكل كبير عن هذا التقدير) السرعة اعتمادًا على الوسط.